# شیلدبرت یکم
شیلدبرت یکم (پیرامون ۴۹۶ – ۱۳ دسامبر ۵۵۸) پادشاه فرانک‌تبار پاریس از دودمان مروونژی بود که از ۵۱۱ تا ۵۵۸ حکومت کرد.

## زندگی‌نامه
شیلدبرت یکی از چهار پسر کلوویس یکم، پادشاه فرانک‌ها بود که پس از مرگ پدر در سال ۵۱۱ و تقسیم قلمرو او بین پسرانش، آن بخش از کشور موسوم به پاریس که از شمال تا رود سُوم و از غرب تا کانال انگلیس و شبه‌جزیرهٔ آرموریکایی (بریتانی امروزی) گسترده بود را دریافت داشت و فرمانروای آن شد. دیگر برادرانش نیز در دیگر بخش‌های سرزمین فرانک‌ها، تئودریک یکم در متز، کلودومر در اورلئان و کلوتار یکم در سوآسون به پادشاهی رسیدند.
شیلدبرت در سال ۵۲۳ همراه با برادرانش در جنگی علیه گودومار، پادشاه بورگوندی شرکت کرد. در ۵۲۴ کلودومر در نبرد وزرونس کشته‌شد، کلوتار پس از ازدواج با بیوهٔ او فرزندان برادرش را کشت و شیلدبرت، شهرهای شارتره و اورلئان را ضمیمهٔ قلمرو خود ساخت. او بعدتر نیز در لشکرکشی‌های مختلف علیه پادشاهی بورگوندی شرکت جست، در ۵۳۲ اوتان را به محاصرهٔ خود درآورد و در ۵۳۴ شهرهای بورگوندیایی ماکون، ژنو و لیون را به‌عنوان غنیمت دریافت داشت. در ۵۳۵، پس از آنکه ویتیگس، پادشاه اوستروگوت‌ها، پرووانس را به فرانک‌ها واگذار کرد، قرار شد تا برادرانش شهرهای آرل و مارسی را به شیلدبرت بدهند. با کمک کلوتار، کار ضمیمه ساختن آن استان در زمستان ۵۳۶–۵۳۷ به پایان رسید.
در سال ۵۳۱، شیلدبرت نامه‌هایی از خواهرش کروتیلدا، همسر آمالاریک، پادشاه آریان‌مذهب ویزیگوت‌ها دریافت داشت که از بدرفتاری شوهرش با او به‌دلیل کاتولیک مذهب بودنش نوشته‌بود و از برادرش تقاضای یاری داشت. شیلدبرت با ارتشش به آنجا تاخت و آمالاریک را شکست داد. آمالاریک به بارسلون عقب‌نشینی کرد و در آنجا به‌قتل رسید. کروتیلدا نیز در راه بازگشتش به پاریس به دلایلی نامعلوم درگذشت.
شیلدبرت چندین نوبت دیگر نیز علیه ویزیگوت‌ها وارد کارزار شد و در ۵۴۲، پامپلونا را با کمک برادرش کلوتار تصاحب کرد و ساراگوسا را محاصره نمود، اما در نهایت مجبور به عقب‌نشینی شد. اما او غنیمتی ارزشمند را از این لشکرکشی‌اش به پاریس آورد، جامهٔ سنت وینست زاراگوزایی که شیلدبرت به افتخار آن، کلیسای مشهور سنت وینست را بر دروازه‌های پاریس ساخت که بعدتر به سن ژرمن دو پره تغییر نام یافت.
شیلدبرت در ۱۳ دسامبر ۵۵۸ درگذشت و در کلیسای سن-دنی که خود بنیاد گذاشته‌بود دفن گردید. او از همسرش اولتراگوتا صاحب دو دختر به‌نام‌های کرودوبرژ و کرودسیند بود و پسری نداشت. پس از او کلوتار، یگانه پادشاه فرانک‌ها شد.